# 平間寺
平間寺（へいけんじ）は、神奈川県川崎市川崎区にある、真言宗智山派の大本山。1128年（大治3年）建立。川崎大師（かわさきだいし）という通称で知られる。山号は金剛山。院号は金乗院（きんじょういん）。尊賢（そんけん）を開山、平間兼乗（ひらまかねのり）を開基とする。2022年（令和4年）時点の貫首は第45世・中興第2世藤田隆乗が務める。

## 概要
平間兼乗は海中へ網を投げ入れたところ、弘法大師の木像を引き揚げた。兼乗は木像を洗い清め、花を捧げて供養していた。やがて、近くに小堂を構えた。諸国遊化の途中に訪れた高野山の尊賢上人は、弘法大師の木像にまつわる話を聞き、兼乗と力をあわせ、1128年（大治3年）に平間寺を建立した。1813年（文化10年）には、徳川幕府第11代将軍家斉が訪れた。
1945年4月の空襲で焼け落ちたため、伽藍の多くが戦後の再建である。
1899年1月21日（初大師の縁日）に、当寺への参詣客を輸送する目的で大師電気鉄道（現・京急大師線、京浜急行電鉄の祖業路線）が開業した。川崎大師は近代以降の初詣発祥の地であり、鉄道会社や新聞などのメディアによるプロモーションの影響で正月に鉄道で神社仏閣に参拝することが全国的にブームとなった。毎年の正月には初詣の参拝客で大変な賑わいとなる。2012年の初詣客は296万人となり、明治神宮・成田山新勝寺に次ぐ全国3位、神奈川県1位を記録した。2020年、「せんとくん」のデザイナーとして知られる籔内佐斗司による平間兼乗をモチーフにした「ひらまくん」を公式キャラクターとした。
10年に1度、大開帳が行われ、参拝者には「南無阿弥陀仏」と手刷りされた特別な護符「赤札」が授与される（直近では、2024年5月1日から5月31日まで行われた）。

## 諸堂・伽藍
大本堂
1964年（昭和39年）5月落慶。本尊厄除弘法大師を祭る。堂内には稚児大師、救世観音像、不動明王、愛染明王、金剛界曼荼羅、胎蔵界曼荼羅を奉安。毎日、晨朝護摩供から始まり日中も護摩が行われ諸願成就が祈願される。また、勅願寺として大本堂大棟には菊花の紋章が許されている。

大山門
1977年（昭和52年）11月落慶。開創850年記念事業。京都東寺の四天王像を模刻安置。上層部分は経庫になっており、同寺で行われる「写経会」で写経された経文や、奉納された写経が収められている。上層部分に安置されていた薬師如来像は、薬師殿落慶にともない、遷座された。（上層部分は非公開）

不動堂
1890年（明治23年）創建。現在の建物は1964年（昭和39年）に再建されたもの。本尊の不動明王は成田山新勝寺の本尊を勧請。関東三十六不動霊場第7番、武相不動霊場第1番札所。

不動門
戦後、第43世隆超和上により福島県の有縁の地より山門として移設された。現在の大山門建立に伴い不動門として移設。
- 大本堂（側面）
- 大山門
- 不動堂
- 不動門

薬師殿（旧 自動車交通安全祈祷殿）
1963年（昭和38年）12月創建。1970年（昭和45年）11月、現在のインド風の堂宇になる。祈祷殿の中央大塔には法輪が掲げられている。弘法大師、不動明王、般若守護十六善神が奉安されていた。2006年4月29日、大師河原に新祈祷殿が完成移転し、2008年11月「薬師殿」として落慶。

中興塔（八角五重塔）
1984年（昭和59年）、弘法大師1150年御遠忌・大開帳記念として落慶。八角形が特徴の堂宇。毎月第一日曜日と21日の縁日に限り内部が拝観できる。二層に恵果和上像、弘法大師像、興教大師像、両界曼荼羅を安置。初層に真言八祖の図像、金剛界五智如来像、地下の大師地区慰霊堂には釈迦如来が奉安されている。

経蔵
2004年（平成16年）5月1日落慶。中国最後の木版代大蔵経といわれる、「乾隆版大蔵経」を7240冊収蔵。本尊は釈迦如来。天井には仏画家・染川英輔による「飛天」図が荘厳されている。また釈迦如来像正面には巨大な五鈷杵が安置されている。天井画は京浜急行電鉄、扁額と賽銭箱は川崎信用金庫が奉納した。
経蔵の落慶により、川崎大師には七堂伽藍が整い、戦後復興が完了したとされている。

福徳稲荷堂
大本堂と不動堂の間に位置する。境内諸堂で唯一、太平洋戦争を潜り抜け残った堂宇。

聖徳太子堂
聖徳太子をまつる。

清瀧権現堂
京都・醍醐寺より勧請した清瀧権現をまつる。
- 薬師殿
- 中興塔
- 経蔵
- 聖徳太子堂
- 清瀧権現堂

鐘楼堂
大晦日の除夜法楽のほか、6月10日の時の記念日、8月6日の広島原爆忌、8月9日の長崎原爆忌、8月15日の終戦の日に梵鐘が打たれる。

大本坊
寺務所。大玄関には稚児大師が祀られており、一般信徒でも拝観できる。

信徒会館
一階ロビーは涅槃図、成道図などのステンドグラスと噴水が設置されている。通称「ステンドホール」と呼ばれる。
地下「大講堂」。300名収容のホール。大日如来像を奉安。
二階、三階は主に信徒接待等に利用されるほか、結婚式場がある。

中書院
1966年（昭和41年）5月落慶。南側「光聚庵」（崇仁親王妃百合子命名）と北側「心月庵」（茶道裏千家家元汎叟宗室（鵬雲斎）命名）、「静嘉軒」（立礼席）からなる。茶室は申込みにより借用可能。正月期間中などは、信徒接待にも使用される。

金剛閣
一階は正月期間中などに、護摩札渡し所となる。二階、三階は主に坊入・信徒接待に使用。
- 鐘楼堂
- 大本坊
- 信徒会館
- 中書院
- 金剛閣

護持志納受付所・お護摩受付所
一階ピロティ部分は、護摩札の申し込み受付、志納受付所。正月期間中などは、地下も護摩札の受付所となる。二階は篤信信徒接待等の応接に利用される。

清浄光院
檀徒菩提所。一般の信徒は立ち入りができない箇所となっている。

墓地
檀徒墓地。北の湖敏満、川崎弘子の墓所がある。

遍路大師像
弘法大師の立像。菅笠・錫杖という遊行・遍路姿をとる像の周囲に新四国八十八箇所札所の石柱が立ち、開設当時の貫首が四国遍路をした際の砂が埋納されている。

降魔成道釈迦如来像
釈迦如来の坐像。鶴の池に隣接するかたちでまつられている。降魔印という印相を結んでいる。胎内には印度大菩提会を通じて請来された「真身仏舎利」が奉安されている。

「祈りと平和」の像
像全体は金色。中央は富士山の上に光臨した観音をモチーフとした女神、周囲は鹿野苑で楽器を奏でる天女。中央の女神が「祈り」、周囲の天女が「平和」を表している。文化勲章受章者の円鍔勝三の作品。

　第五十五代横綱 北の湖敏満之像
平間寺を菩提所とする北の湖敏満（第55代横綱、第9・12代日本相撲協会理事長）の三回忌の折に建立された銅像。八角五重塔を見据えている。。

## 主な年中行事
1月
1日 - 元朝大護摩供
第2月曜日-成人式法楽
21日 - 初大師
2月
節分当日 - 節分会・豆まき式、星まつり
3月
18日〜24日 - 御影供まつり
21日 - 正御影供
4月
21日 - 大般若経転読会
5月
中旬-弘法大師降誕会
7月
中旬 - 風鈴市 （20日 踊り練り込み 曲はやくよけ風鈴市音頭 風鈴市祝い唄）
8月
20日 - 22日-夏期講座（信徒・著名人・教学研究所教授らが講師）
12月
8日 - 成道会
21日 - 納めの大師
大晦日 - 除夜法楽

## 施設
川崎大師教学研究所
1972年（昭和47年）に設立。
川崎市川崎区東門前1-9-9。

自動車交通安全祈祷殿
2005年4月29日落慶。本尊弘法大師像は前日に遷座された。同様に不動明王、般若守護十六善神も遷座された。新たに金剛界・胎蔵界の両部曼荼羅が奉安された。国道409号線沿いにあり、駐車場が併設されている。建物の意匠は旧来のものを踏襲。大きさは約2.7倍。
川崎市川崎区大師河原1-1-1

大師幼稚園
川崎市川崎区東門前1-4-9

## 川崎大師引声念仏・双盤念仏

### 双盤念仏とは
双盤念仏は、直径1尺から1尺3寸（36cm前後）の鉦2枚を叩きながら唱える念仏で、浄土宗特有の念仏で、古くは、慈覚大師円仁によって伝えられた比叡山常行堂の引声念仏（天台宗・浄土真宗では「いんじょうねんぶつ」と読む）の系譜を引く。十夜法要の中の南無阿弥陀仏を繰り返す「引声念仏」の系統が双盤念仏の念仏になったと考えられている。
在家の双盤念仏には、法要の中で叩く役鉦（元来僧が叩いたから）と平鉦といわれる法要の合間に叩くものがある。役鉦は六字詰めの念仏を唱えることが多いことから「六字詰め」といい、後者の平鉦を狭義の「双盤念仏」という。川崎大師双盤講では前者を「引声念仏」、後者を「双盤念仏」とする。

### 川崎大師引声念仏・双盤念仏の概要
2019年（平成31年）2月8日に市重要習俗技芸に指定される。
引声念仏については『平間寺史』1934年（昭和9年)に1834年（天保5年）第35世隆盛和尚が本堂再建を期して「引聲念仏」を始めたとし、この念仏は戸帳の開閉を伴うため現在では「引帳念仏」の語を使うこともある。引声念仏は3月20日より22日まで正御影供に際して行われる。引法大師の入定した3月21日を中心にする法要であるが、引帳念仏の名があるよう、御本尊の大師像の御戸帳といわれる御簾を開閉する行事で、双盤講の「みすあけ」担当が宮殿裏の綱を引き、開閉を行う。この念仏は中に「六字詰め」の曲が入るため、「六字詰め」の念仏とも呼ばれる。双盤講は本尊を祀る宮殿の正面外陣に座る、鉦は２枚のみで左右に分かれて叩き、中央に講元が座り、後ろに20人ほど「付け衆」が並んで座って念仏を唱える。時間は10分ほどで、5月と9月の大護摩供にも念仏をあげる。この時は御簾の上げ下げはない。
双盤念仏は、明治30年頃、初代講元の古尾谷浅吉が川崎市中原区木月から大師河原の中瀬に移ってきて始めた。平成10年頃からは境内にある不動堂で行われるようになり、平成28年には信徒休憩所の2階で、原則第3日曜日の午後に行われる。14の曲目と鉦の叩きで構成され、40分ほどかかる。現在講員は25名ほどで、太鼓の叩き方が難しいため習得には時間がかかるという。

### 双盤念仏の順序
太鼓の座付け、長げ、半座、掛け念仏、玉入れ、大開き念仏、六道の辻、六字、中結、太鼓念仏と手順を踏む。太鼓１つに鉦4つで行うと約一時間かかり、また鉦3つで行えば、40分ほどでできると言われる。双盤念仏を覚えるのは非常に難しく、少なくても3年から５年位は要する。

## 歴世貫首
| 世                 | 貫首     | 没年               |
| ------------------ | -------- | ------------------ |
| 開山               | 尊賢     | 1143年（康治2年）  |
| 第2世              | 賢忍     | 1146年（久安2年）  |
| 第3世              | 尊賀     | 1186年（文治2年)   |
| 第4世              | 尊祐     | 1206年（建永元年） |
| 第5世              | 祐賢     | 1234年（文暦元年） |
| 第6世              | 賢眞     | 1279年（弘安2年）  |
| 第7世              | 實賢     | 1281年（弘安4年）  |
| 第8世              | 尊順     | 1353年（文和2年）  |
| 第9世              | 賢順     | 1318年（文保2年）  |
| 第10世             | 尊如     | 1339年（暦応2年）  |
| 第11世             | 賢如     | 1353年（文和2年）  |
| 第12世             | 順俊     | 1377年（永和3年）  |
| 第13世             | 俊如     | 1425年（応永3年）  |
| 第14世             | 俊賢     | 1414年（応永21年） |
| 第15世             | 賢空     | 1423年（応永30年） |
| 第16世             | 空保     | 1461年（寛正2年）  |
| 第17世             | 空尊     | 1470年（文明2年）  |
| 第18世             | 尊慶     | 1517年（永正14年） |
| 第19世             | 尊乗     | 1530年（享禄3年）  |
| 第20世             | 尊榮     | 1553年（天文22年） |
| 第21世             | 尊知     | 1564年（永禄7年）  |
| 第22世             | 尊喜     | 1584年（天正12年） |
| 第23世             | 尊秀     | 1593年（文禄2年）  |
| 第24世             | 秀賢     | 1614年（慶長19年） |
| 第25世             | 乗印     | 1709年（宝永6年）  |
| 第26世             | 乗榮     | 1682年（天和2年）  |
| 第27世             | 乗順     | 1703年（元禄16年） |
| 第28世             | 乗賢     | 1741年（寛保元年） |
| 第29世             | 如實     | 1763年（宝暦13年） |
| 第30世             | 實嚴     | 1769年（明和6年）  |
| 第31世             | 普照     | 1772年（明和9年）  |
| 第32世             | 辨隆     | 1789年（寛政元年） |
| 第33世             | 隆範     | 1810年（文化7年）  |
| 第34世             | 隆圓     | 1813年（文化10年） |
| 第35世             | 鳥養隆盛 | 1865年（慶応元年） |
| 第36世             | 隆純     | 1847年（弘化4年）  |
| 第37世             | 隆珊     | 1879年（明治12年） |
| 第38世・総本山44世 | 佐伯隆基 | 1897年（明治30年） |
| 第39世             | 深瀬隆健 | 1913年（大正2年）  |
| 第40世             | 佐伯隆範 | 1905年（明治38年） |
| 第41世             | 佐伯隆運 | 1923年（大正12年） |
| 第42世             | 高橋隆中 | 1926年（大正15年） |
| 第43世             | 高橋隆超 | 1948年（昭和23年） |
| 第44世・中興第1世  | 髙橋隆天 | 2006年（平成18年） |
| 第45世・中興第2世  | 藤田隆乗 |                    |

## 所在地
〒210-8521 神奈川県川崎市川崎区大師町4番48号

## 交通
- 京急大師線 川崎大師駅から徒歩5分[18]
- 京急大師線 東門前駅から徒歩10分
- 川崎鶴見臨港バス 大師（川崎大師駅）から徒歩5分
  - 初詣シーズンには、JR川崎駅より直行バスが運行
  - アクアライン高速バス川崎〜木更津線は1月1日から1月21日まで産業道路上の川崎市バス・臨港バス日出町停留所に臨時停留所「川崎大師東口」を設置。

## ギャラリー
- 大本堂から見た境内
- お水屋
- 丸に三つ柏（寺紋）
- 仲見世

## 別院
- 薬研堀不動院 （東京別院・東京都中央区東日本橋）…目黒不動・目白不動とならび称される江戸三大不動の一つ。諸縁により現在は当院の別院となっている。
- 笠原寺 （京都別院・京都市山科区大宅岩屋殿）

## 関連文献
- 斎藤長秋 編「巻之二 天璇之部 厄除大師堂」『江戸名所図会』 一、有朋堂書店、467,470-471頁。NDLJP:1174130/239。